# Милош Тривунац
Милош Тривунац (Алексинац, 16/28. јул 1876 — Београд, 30. децембар 1944) био је српски и југословенски германиста, оснивач и професор катедре за немачки језик и књижевност Београдског универзитета. Био је министар просвете у Влади Милана Недића. После ослобођења Београда, осуђен је од стране комунистичке власти на смрт и стрељан је под оптужбом да је био члан квинслишке владе и сарадник немачког окупатора.

## Биографија
Тривунац се школовао у Нишу, Београду, Минхену и Лајпцигу. Године 1902, у Минхену је одбранио докторску дисертацију посвећено делу Гијома Бидеа, једног од напознатијих француских класичних филолога. Тривунац је објавио велики број студија на немачком и српском језику. У академију је примљен 8. фебруара 1940, у приступној беседи је говорио о свом професору и старијем колеги Божи Кнежевићу.
За време Другог светског рата био је министар просвете у Недићевој Влади народног спаса од августа 1941. до октобра 1942. Потписник је Апела српском народу. После ослобођења Београда је стрељан као сарадник окупатора. Срђ је о њему писао.

## Одабрана дела
- Aus dem Leben G. Bude‘ s, 1902.
- Guillaume Budes De l‘Instution du Prince. Ein Beitrg zur Geschichte der Renaissancebewung in Frankreich, 1903.
- Жена у Гетеовој поезији, 1908.
- Гетеов Фауст, 1921.
- Гете, 1931.
- Гетеова светска књижевност, 1933.
- Немачки утицај на наш језик, 1937.
- Гетеов Клавихо, 1938.